# فيلانيوفا دي لا فوينتي (سيوداد ريال)
بلدية فيلانيوفا دي لا فوينتي (بالإسبانية: Villanueva de la Fuente)‏، هي إحدى بلديات مقاطعة سيوداد ريال إحدى مقاطعات إسبانيا، والتي تقع في منطقة قشتالة لا منتشا وسط إسبانيا.
يبلغ عدد سكانها 2.555 نسمة وفقاً لإحصائية سنة (2007).